# Club Deportivo Oriente Petrolero
El Club Deportivo y Cultural Oriente Petrolero es un club de fútbol de la ciudad de Santa Cruz de la Sierra, Bolivia, que compite en la Primera División de su país. Fue fundado el 5 de noviembre de 1955, por un grupo de trabajadores de Yacimientos Petrolíferos Fiscales Bolivianos (YPFB).
Entre 1956 y 1976 participó de los torneos de la Asociación Cruceña de Fútbol. Oriente Petrolero totalizó once campeonatos locales y un torneo integrado en esta etapa. Recién a partir de 1964 de incorporó al campeonato boliviano, en donde se consagró campeón en cinco ocasiones. Desde su primera participación, el club ha jugado siempre en la máxima categoría de su país, siendo junto a The Strongest y Universitario de Vinto, los tres equipos de Bolivia que nunca descendieron tanto en su asociación departamental como en la liga profesional.
En la Copa Libertadores su mejor actuación, se dio cuando alcanzó los cuartos de final en la edición de 1988, convirtiéndose en el primer equipo boliviano en pasar a una tercera fase de la Copa Libertadores. 
A nivel internacional, es el tercer conjunto boliviano que más copas continentales disputó. Cuenta con 34 participaciones internacionales en torneos oficiales organizados por la Confederación Sudamericana de Fútbol. Debutó en Copa Libertadores en 1972 y, desde entonces, ha participado del torneo en veintiún ocasiones. Además, cuenta con diez participaciones en Copa Sudamericana, dos en la Copa Conmebol y una en la Copa Merconorte.
En 1977 fue uno de los dieciséis clubes fundadores de la Liga del Fútbol Profesional Boliviano.
Su primer equipo disputa sus encuentros en el Estadio Ramón Aguilera Costas, inaugurado en 1941 y rebautizado en 1980, en honor al exfutbolista Ramón Aguilera Costas. Dicho recinto posee una capacidad para 38 500 espectadores, convirtiéndose en el segundo estadio de mayor capacidad de Bolivia.
Su clásico rival es Blooming con el cual se enfrenta en el denominado «Super clásico cruceño», al cuál se califica como uno de los mejores clásicos del país y uno de los mejores del mundo por su intensidad. Este clásico es considerado por la revista inglesa FourFourTwo como uno de los mejores del mundo, ya que se ubica en el puesto 49° en el ranking de los mejores 50 clásicos del mundo.

## Historia

### Fundación

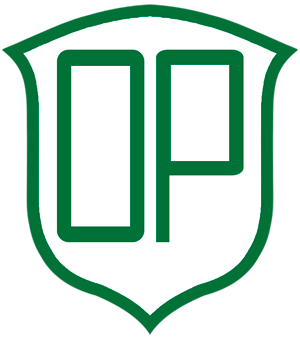
El primer escudo de Oriente Petrolero, creado en Santa Cruz de la Sierra, Santa Cruz Bolivia

Un 5 de noviembre de 1955, en una reunión entre los trabajadores bolivianos de Yacimientos Petroliferos fiscales Bolivianos , es fundado en Santa Cruz de la Sierra. Su nombre original fue Oriente Petrolero y  El primer presidente el señor Elmer Saucedo. Su primera camiseta era de color amarillo, y así lo fue por dos años, y en un aniversario de Santa Cruz, se modificó de ese color al verde y blanco actual, obligado por la Asociación Cruceña de Fútbol, debido al parecido entre este uniforme con el de la selección de fútbol de Brasil.

### Primeros torneos departamentales

#### 1955 a 1964: Torneos amateur
Comenzó a participar en torneos de ACF en 2.ª de Ascenso en 1956, coronándose campeón de esa categoría. Al año siguiente, en 1957, participa en 1.ª de Ascenso y también logra el título, ascendiendo a la Primera A o "Primera de Honor" junto a Ferro-Oriente para el año 1958. Una vez ascendido a la primera A del fútbol cruceño en 1957, comenzó su carrera fulgurante. Los equipos a los que se enfrentó en su primer año en primera categoría fueron Blooming, Aviación, Florida, Ferro-Oriente y Junior; sin embargo, no se tienen registros del rival y la fecha del primer partido de Oriente. En 1959 Oriente consiguió su primer título departamental, lo hizo por encima de Ferro-Oriente, que fue segundo. También se destaca el haber ganado los dos partidos ante Blooming del torneo: el primero por 2:1 —que fue la primera victoria de Oriente en un clásico— y el segundo por 3:1.
En 1960 finalizó el torneo en el segundo puesto, detrás de Blooming. En 1961 consiguió su segundo título en apenas seis años desde su fundación; lo logró después de vencer por 1:0 a Blooming en el último partido, llegando a los 16 puntos en la tabla final —destacándose la victoria por 14:0 ante Cialesa—. En 1962 obtuvo nuevamente el título de Primera A, esta vez por encima de Destroyers. En 1963 no pudo superar a Blooming, el cual ganó el torneo después de un empate 1:1 ante Oriente en el último partido. En 1964, el último torneo amateur de fútbol de Santa Cruz, Oriente logró su cuarto campeonato gracias a una victoria por 4:1 ante Blooming —que necesitaba una victoria para igualar en puntos a Destroyers— en el partido final del torneo; así, Oriente finalizó en el primer puesto, Destroyers fue segundo y Blooming, tercero.

- Nómina del equipo campeón 1959: Ciro López, Camilo Vaca, Fabián Suárez, Tomás Peji Hurtado, Freddy Chahín, Vladimir Chávez, Celestino Aguachuli Algarañaz, Wilfredo Ibáñez, Ramón Alpire, Mario Viera, Mario Alpiri, Luis Fuentes, Mario Lara, Daniel Hurtado, Roger Wills, y A. Rocha.

#### 1965 a 1969: Primeros torneos profesionales
En 1965, se disputó el primer torneo profesional de la Asociación Cruceña de Fútbol. Ese mismo año, Oriente finalizó por detrás del campeón Destroyers. En 1966 este escenario se repitió: Destroyers campeón y Oriente subcampeón. Mientras tanto, en el torneo nacional de 1966, ocurrieron varios problemas que obligaron a Oriente a renunciar a su participación en el campeonato: luego del encuentro contra Aurora, en el que los refineros vencieron por dos goles a cero, el cuadro cochabambino impugnó el partido argumentando una presunta mala habilitación de tres jugadores paraguayos de la plantilla titular de Oriente; ante la demora de una decisión por parte de la Federación Boliviana de Fútbol se determinó disputar un partido definitorio ante Aurora; sin embargo, Oriente negó a presentarse al encuentro y abandonó el torneo en plena disputa.
En 1967 ganó su primer título profesional en el ámbito departamental por encima del que posteriormente se convertiría en su clásico rival, Blooming. En el año 1968 Oriente perdió el título después de una impugnación de Blooming —que al culminar el campeonato se hallaba tercero después de Guabirá— justificada por una supuesta mala habilitación del jugador argentino Silvio Rojas que en ese momento formaba parte de la plantilla refinera. El despojo del campeonato a Oriente obligó a que se definiera el título entre el segundo ubicado en la tabla final (Guabirá) y el tercero (Blooming).
En 1969 se produjo un incidente en un encuentro entre los dos equipos por el campeonato de la ACF entre los jugadores Silvio Rojas de Oriente y Erwin Frey de Blooming en el cual el argentino le produjo una fractura en el brazo del futbolista del cuadro celeste. Se cree que este altercado fue lo que dio origen a la rivalidad entre los dos equipos. Oriente conquistó el torneo departamental de aquel año, mientras que en el torneo nacional disputó el tercer puesto con Mariscal Santa Cruz.

### Década de 1970: Época dorada

#### 1970: Tercero Torneo Nacional
En 1970 nuevamente fue campeón del torneo de la ACF. En el Torneo Nacional, por otra parte, ocupó el tercer lugar del campeonato, luego de un partido de desempate por el segundo lugar que perdió con The Strongest.

#### 1971: Primer título Copa Simón Bolívar

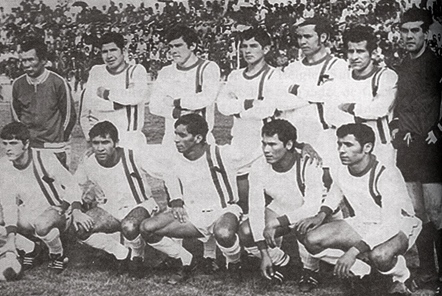
Oriente Petrolero Campeón De la Copa Simón Bolívar 1971.

Los inicios de un torneo a nivel nacional se había circunscrito en La Paz, Cochabamba y Oruro en
el periodo 1950-1959, a partir de 1960 se creó el Campeonato Nacional Simón Bolívar que reunía a equipos de siete de los nueve departamentos y que terminaría de ser Profesional con el tiempo. En ese torneo nacional, Oriente fue el primer equipo cruceño en obtener un título de la Copa Simón Bolívar , el de 1971, que inauguraba su rol fundamental como uno de los grandes equipos bolivianos de todos los tiempos y en torneos Internacionales a partir de 1972, siendo el primer cruceño de la historia en disputar la Copa Libertadores de América.
Ese título, que irónicamente disputó hasta el final contra otro petrolero, Chaco de La Paz —subcampeón del campeonato—, fue obtenido con figuras señeras como el propio Miguel Antelo, exitoso expresidente del club, Ladislao Jiménez, Jorge Campos, Rolando Justiniano, René Domingo Taritolay, Dedé y Toninho, entre otros. De los jugadores bolivianos que lo integraban, muchos fueron figuras señeras de nuestra selección en los años setenta.
El campeonato estaba dividido en tres grupos, Oriente Petrolero y La Bélgica (campeón y subcampeón del torneo de la ACF) integraron el grupo C junto con los clubes de Potosí Wilstermann Unificada y Universitario, Oriente clasificó de segundo a la fase final. El partido definitivo se dio el 30 de enero de 1972 cuando derrotó por 3:0 a Municipal de La Paz con goles de Méndez, Dedé y Luisinho, resultado con el cual se coronó campeón a nivel Nacional por primera vez en su historia. Este título es de gran valor ya que el mismo por primera vez en la historia del fútbol boliviano le daba el derecho a un club cruceño de participar en un torneo Internacional, la Copa Libertadores de América de ese año.
Plantel campeón: Ladislao Jiménez, Miguel Ángel Antelo, Ángel Báez, Pablo Vargas, Jorge Campos Gutiérrez, Antonio Cabrera, Reinaldo Pedrozo, Humberto Pacho Flores, Benjamín Maldonado, Wálter Banegas, Jorge Moreno, Luis dos Santos, Silvio Rojas, Mario Uzín, Rolando Justiniano, Alejandro Angulo, Alejandro Gacete, Ronald Domínguez, Fernando Silvero, Hilarión Jiménez, Luis Somoza, Juan Carlos Pérez, Ricardo Ñarri Méndez, José do Carmo Soares, Antonio Gottardi, Jesuz Ribeiro. D.T.: Eliseo Báez.

#### 1972 a 1976: Debut en Copa Libertadores y subcampeonatos nacionales
Luego de haber conquistado tanto el título departamental y nacional en 1971, en 1972 debutó en la Copa Libertadores de América. Su primer partido oficial en este torneo fue un 27 de febrero de 1972 cuando goleó por 5:0 a otro equipo boliviano, Chaco Petrolero; sin embargo, su primer partido internacional lo jugó frente al América de Quito en Santa Cruz el 12 de marzo de 1972 en el entonces llamado estadio Willy Bendeck. Ganó por 4 a 2 con tres goles de Luisinho y uno de Dedé. Todo parecía estar encaminado a la clasificación a Segunda Fase, pero sendos empates con Barcelona y una derrota con América ocasionaron su tempranera eliminación de la copa. 
En 1972 repitió el título en Santa Cruz, mientras que en el torneo nacional fue subcampeón. En 1973, al finalizar las dos primeras ruedas del campeonato de la ACF, apenas logró zafarse del torneo promocional, una suerte de liguilla entre los dos últimos ubicados de la primera categoría y los cuatro mejores ubicados de la segunda; sin embargo, con una goleada por cinco a cero a Blooming en la última fecha de la cuarta rueda y con la derrota de Real Santa Cruz, que hasta entonces era líder del torneo, por tres goles a dos a manos de Universidad, Oriente se coronó campeón del torneo. Con cinco títulos consecutivos entre 1969 y 1973 se convirtió en el segundo equipo cruceño en lograr el pentacampeonato luego de que Florida lo lograra entre 1940 y 1944.
En 1974 no logró ganar el torneo departamental; el campeón fue La Bélgica. En 1975 terminó segundo después de Guabirá en el campeonato de la ACF. El año 1976 volvió a las riendas del título en un campeonato integrado con la Asociación de Fútbol de Cochabamba. Mientras que en el campeonato nacional, el último organizado por la Federación Boliviana de Fútbol, obtuvo el subcampeonato.

#### 1977 a 1978: Creación de la Liga y primeros torneos
En 1977, ante una crisis del fútbol boliviano, Oriente siguió los pasos de Bolívar, The Strongest y Always Ready al separarse de su asociación y, junto a otros quince clubes, fundar la Liga del Fútbol Profesional Boliviano el 23 de agosto. Su estreno en este torneo se produjo un 21 de septiembre de 1977, perdiendo en casa ante Guabirá por 2:4; los goles de Oriente fueron anotados por Arturo Saucedo Landa y Toninho. El 28 de septiembre consigue su primera victoria ante Stormers Sporting Club por 2:1 en el Willy Bendeck. De esta manera, finalizó la primera fase con 18 puntos gracias a 8 partidos ganados, 2 empatados y 4 perdidos, destacándose la goleada por 5:0 ante Aurora. Para la segunda fase, fue emparejado con Wilstermann, Always Ready, Petrolero y Bata; obttuvo 11 puntos y anotó su nombre en la fase final. Después de empatar en puntos con The Strongest en el cuadrangular, se tuvo que disputar un desempate en Cochabamba. El 29 de marzo de 1978, en el estadio Félix Capriles, se disputó el cotejo final del torneo, en el que The Strongest venció por 3:1 y obtuvo el primer campeonato de Liga a costa de Oriente.
En 1978, después de un torneo correspondiente suspendido en plena disputa, Luego de solucionar los problemas, entró en juego un nuevo campeonato, que se disputó de igual forma en series. Tras 16 partidos, Oriente logró el tercer lugar de su grupo y clasificó a la segunda fase. En esta, obtuvo nuevamente la clasificación al finalizar segundo. Finalmente, en un cuadrangular también disputado por Bolívar, Wilstermann y Always Ready, Oriente finalizó tercero, solo por encima de Always Ready, y no logró siquiera empatar en puntos a Bolívar, el futuro campeón del torneo.

#### 1979: Segundo título nacional
Para Oriente, la revancha llegó dos años después, en 1979, el año en el que conseguiría su segundo título a nivel nacional. El campeonato, que correspondía a la tercera temporada de la Liga del Fútbol Profesional Boliviano, se dividió en cuatro fases. En la Primera Fase, Oriente, que formaba parte del grupo A, clasificó de primero en su grupo, por encima de Bolívar, y avanzando a la Segunda Fase. Es en esta en la que se ubicó en el segundo puesto, solo por debajo de The Strongest, así, clasificó a la siguiente ronda. En la Tercera Fase fueron agregados los equipos de Ferroviario y 31 de Octubre, este último formó parte del grupo de Oriente; sin embargo, la tabla de posiciones del grupo quedó de igual forma que la de la anterior fase: The Strongest primero y Oriente segundo, los cuales clasificaron a la cuarta y última fase.
La fase final estaba compuesta por dos emparejamientos de los mejores ubicados en la anterior fase, a Oriente le tocó enfrentarse a su clásico rival: Blooming. En el primer partido, Oriente venció por 4:1; en el segundo, Blooming derrotó a Oriente por 2:1, obligando a jugar un tercer partido de desempate, del cual Oriente salió victorioso con un muy recordado 2:1 con goles de Mario Ascatello y Toninho a cuatro minutos del final del encuentro; es así como Oriente logró el pase a la final, en la cual el rival a vencer sería The Strongest.
El primer partido definitorio se dio en La Paz, los aurinegros vencieron por dos goles contra cero. La vuelta, disputada en Santa Cruz, fue para Oriente, por el mismo resultado, esto obligó a jugar un partido de desempate, que se disputaría en Cochabamba. Luego de haber remontado el partido, y con un resultado final de 2:1, Oriente se proclamó campeón por primera vez en la liga pero por segunda vez en su historia.
Plantel campeón: Hebert Hoyos, Jorge Campos Gutiérrez, William Arias, Gersan Montaño, René Domingo Taritolay, Erwin Chichi Romero, Estanislao Franco, Arturo Saucedo Landa, Antonio Gottardi, Santiago Rico, Jesús Algarañaz, Mario Ascatello, Alfredo Álvarez, Francisco Franco, Carlos Flores Terrazas, Pedro Marañón, Wilson Herbas, Hugo Montero Chávez, Julián Cristaldo Ruiz, Freddy Flores, Estanislao Jiménez, Roberto Ugliano. D.T.: Juan Antonio Valdez.

### Década de 1980: Aspiraciones y subcampeonatos

#### 1980 a 1987
El año 1980 fue sexto en la tabla final de la liga. En 1981 fue tercero en la primera fase —que podría considerarse como un torneo inicial aparte, ya que otorgaba al primer clasificado un cupo directo a la Copa Libertadores— y consiguió la clasificación a segunda fase; sin embargo, no pudo superar esta ya que no obtuvo un solo punto y terminó último en su grupo. En 1982 quedó en cuarta posición en primera fase, mientras que en la segunda superó su grupo, siendo eliminado en semifinales por Bolívar. En 1983 nuevamente fue cuarto en la primera fase; en la segunda fase se clasificó primero en su grupo; en semifinales eliminó a Blooming y en la final cayó en un partido de desempate con Bolívar, esto no lo convirtió en subcampeón del torneo ya que, por los métodos de clasificación de la liga a torneos internacionales, el subcampeón nacional era el primero ubicado en la primera fase.
En 1984 ganó la primera fase, lo cual desde entonces le otorgó un boleto a la Copa Libertadores 1985; superó la segunda fase siendo segundo después de The Strongest y cayó en semifinales a manos de Bolívar por un resultado de cuatro goles a cero en La Paz y venciendo dos goles a uno en Santa Cruz. En 1985 clasificó a la segunda fase después de terminar en quinto puesto en la primera; emparejado con Real Santa Cruz, Bolívar y Wilstermann, no logró superar su grupo al finalizar último en este.
En 1986 Oriente empezó el primer torneo en la zona B, consiguió el primer lugar de su grupo y clasificó a la semifinal, en la cual sucumbió ante The Strongest. En el segundo torneo comenzó en la zona B y a duras penas logró la clasificación a segunda fase; en esta acabó en el segundo puesto, por detrás de Blooming, y se clasificó a semifinales, en las cuales se enfrentó a Bolívar, rival al cual venció en el partido de vuelta por un cinco a cero luego de haber sido derrotado por una diferencia de tres goles en la ida. En la final del segundo torneo enfrentó a Blooming y, después de vencer en la ida tres a cero y empatar en la vuelta, ganó el torneo y se clasificó para disputar la final del campeonato con el ganador del primer torneo: The Strongest. En la primera final resultó vencedor el cuadro aurinegro con un tres a cero; en la vuelta Oriente se impuso por tres goles a uno, obligando a definir todo en una tercera final en campo neutral. La tercera final, disputada en Cochabamba, tuvo como ganador a The Strongest, que se hizo con el título, mientras que Oriente fue subcampeón.
En 1987 terminó en segundo lugar en el primer torneo; en el segundo torneo fue emparejado con Blooming, Destroyers y Petrolero de Cochabamba y clasificó como segundo en su grupo a semifinales. En esa fase eliminó a The Strongest cayendo en La Paz por dos goles a uno pero venciendo en Santa Cruz por tres a uno. En la final del torneo se enfrentó a Destroyers; en la final de ida empataron a uno y en la vuelta Oriente salió vencedor con un tres a uno a favor, accediendo así a la final del campeonato, en la cual se enfrentaría al ganador del primer torneo: Bolívar. En la ida Oriente fue goleado por seis goles a cero y en la vuelta ganó por tres a cero, sin embargo, este resultado no le alcanzó para ser campeón y se tuvo que conformar con el subcampeonato.

#### Copa Libertadores 1988: Cuartos de final
Oriente clasificó al máximo torneo continental como subcampeón de la Liga 1987, ubicado en el Grupo 4 junto a Bolívar (Bolivia), y Olimpia y Cerro Porteño (Paraguay). Su primer partido lo disputó en La Paz ante Bolívar y consiguió una importante victoria por 1:2. Luego, en su primer partido de local, venció por 1:0 a Olimpia. En su tercer partido, también jugado en Santa Cruz, no logró pasar de un empate 2:2 ante Cerro Porteño. 
En su último partido como local, perdió por 1:3 ante Bolívar. Posteriormente, viajó a Asunción para enfrentar a Cerro Porteño, perdiendo 1:0. En el encuentro final de la fase de grupos ante Olimpia, con un doblete del brasileño Carlos da Silva, Oriente remontó y venció de manera heroica por 1:2 y clasificó a octavos de final.
En la segunda fase, Oriente consiguió la clasificación a una nueva instancia después de eliminar a Colo-Colo de Chile por un marcador global de 2:1 (2:1 en Santa Cruz y 0:0 en Santiago). En cuartos de final, Oriente se enfrentó a América de Cali. Un empate de local 1:1 y una derrota en Colombia por 2:0 dejaron fuera al cuadro albiverde, que estuvo a un gol de disputar un partido de desempate contra Newell's Old Boys por la clasificación a semifinales.

#### 1988 a 1989
El campeonato nacional de 1988 se disputó desde julio de ese año. Oriente logró clasificarse a la segunda fase por haber quedado en el cuarto lugar en el primer torneo. La segunda fase se dividió en grupos y Oriente fue emparejado con Destroyers, Blooming y Wilstermann en el segundo grupo; en esta instancia, Oriente finalizó con diez puntos producto de cuatro victorias y dos empates, avanzando así a semifinales, ronda en la que fue eliminado por The Strongest.
En 1989 finalizó el primer torneo del campeonato de la Liga en el quinto lugar. En la segunda fase Oriente logró el segundo lugar en su grupo y avanzó a la fase de cuadrangulares. Emparejado a The Strongest, Wilstermann y Litoral de La Paz, Oriente avanzó a la fase de eliminatorias. Luego de eliminar a Blooming en semifinales y de vencer en el partido definitorio en Cochabamba a Bolívar con gol de Carlos da Silva, Oriente conquistó el segundo torneo y clasificó al partido definitorio del campeón nacional. El encuentro, disputado en el Félix Capriles, el cuadro aurinegro fue el vencedor por la mínima diferencia y relegó a Oriente al segundo lugar.

### Década de 1990: Retorno al título

#### 1990: Tercer título nacional
Fue el año 1990 cuando, dirigido por Antonio de la Cerda y con figuras como Milton Melgar, Rolo Coímbra, Celio Alves, etc., rompió con una mala racha de once años sin títulos y volvió a situarse en lo más alto del fútbol boliviano.
En el Torneo Apertura se situó en el Grupo A y clasificó como segundo a la Segunda Fase, la cual también superó luego de ubicarse en el segundo puesto. En la fase final fue emparejado con San José a quien eliminó con un global de 3:1 y se ganó el puesto a la final, donde se enfrentó a Bolívar y después de dos finales, una en Santa Cruz y otra en La Paz, definieron el partido en un tercer encuentro disputado en Cochabamba, del cual salió victorioso el equipo albiverde.
En el Torneo Clausura fue situado en el Grupo A —que solo enfrentaba a equipos de Santa Cruz— y se clasificó primero. En la siguiente instancia se ubicó primero en su grupo y se instaló en las semifinales. En esta se enfrentó a San José y, luego de igualar en el global, clasificó por tener mejor puntaje. La final enfrentó a los mismos equipos que el Apertura: Bolívar y Oriente, y la historia se repitió al disputarse un tercer partido, en el cual Oriente salió victorioso tras vencer por 4:3 en penales, luego de un empate 1:1 en el tiempo reglamentario.
De esta forma, al ganar los torneos Apertura y Clausura, Oriente se coronó como campeón nacional por segunda vez en su historia.
Plantel campeón: Hebert Hoyos, Rolando Coímbra, Romer Roca, Roberto Pingüino Brunetto, José Luis Medrano, Milton Melgar, Marciano Saldías, Modesto Camba Molina, Arturo Pino García Yale, Sebastião Carlos da Silva, Célio Alves, José Wilson Ávila, Jorge Monasterio, Luis Cristaldo, Darío Rojas. D.T.: Antonio de la Cerda.

#### 1991 a 1999
En la edición de 1991 de la Copa Libertadores de América,  el grupo estaba conformado por Bolívar, Oriente Petrolero y Boca Juniors y River Plate de Argentina. Oriente empezó la copa con una derrota por 2:0 en La Paz. En el siguiente partido empató a uno contra River en Santa Cruz. Sus posteriores encuentros fueron victorias por 1:0 y 2:1 ante Boca y Bolívar respectivamente. Luego de una derrota en su penúltimo partido en Buenos Aires, Oriente tenía que sacar mínimo un empate en su visita a Boca. El sábado 6 de abril de 1991, tanto Boca como Oriente escoltaban a Bolívar ya clasificado. El empate en cero que protagonizaron dejó claras dudas por la conveniencia de este que clasificó a Oriente y Boca dejando fuera a River. La hinchada de Boca festejó el empate y la prensa local calificó el partido como "Vergonzoso" o como una "Parodia del Fútbol" a lo ocurrido en La Bombonera. En octavos de final se enfrentó a Cerro Porteño y cayó eliminado con un global de 3:1.
Por otra parte, el campeonato local se dividió en los torneos Apertura y Clausura. El primero estuvo dividido en tres fases, en la primera, disputada en una única vuelta, Oriente se ubicó en el primer puesto y así clasificó a la segunda fase. En esta compartió el grupo con Bolívar, San José y Orcobol y finalizó tercero, siendo eliminado del torneo. En el Clausura finalizó la primera fase en el tercer puesto, avanzando a la siguiente fase, en la cual integró el grupo a Bolívar, Orcobol y Real Santa Cruz y ocupó el segundo lugar. En semifinales se enfrentó a San José y, luego de perder en Oruro por 1:0 y vencer en la vuelta por 2:0, avanzó a la final. En el primer partido, disputado en La Paz, Oriente fue goleado por 5:0, mientras que en la vuelta ganó por 3:1, forzando así a un partido de desempate. El partido definitorio se dio tres días más tarde, en Cochabamba, en el cual Bolívar derrotó a Oriente por 1:0. Para definir el subcampeonato, Oriente y San José disputaron un partido de desempate, el cual fue ganado por el cuadro orureño.
El año 1996 se disputó nuevamente dos torneos, en el primero (Apertura) Oriente obtuvo el primer lugar de un grupo que compartió junto con Bolívar, San José, Destroyers, Chaco Petrolero y Stormers, gracias a 29 puntos en 14 partidos jugados. En semifinales tuvo como oponente a Real Santa Cruz, que lo eliminó con un global de 4:1.
En el Torneo Clausura quedó segundo en el Grupo B, por detrás de Bolívar, y clasificó al Hexagonal Final, el cual se disputó con los mejores equipos del Apertura y los finalistas del Clausura. En el Hexagonal Final, nuevamente fue segundo y definió en un partido con Bolívar el campeonato del Clausura, perdiendo por 3:1. Por último, tuvo que jugar otro partido, pero esta vez para determinar quién se quedaba con el subcampeonato; es así como venció a Real Santa Cruz —ganador del Apertura— y obtuvo el segundo puesto y un cupo como Bolivia 2 a la Copa Libertadores 1997 (eliminado en octavos de final por la Universidad Católica de Chile).
En el Torneo Apertura del año 1997 realizó una de sus peores campañas en LFPB al quedar de último en su grupo, con apenas dos victorias, tres empates y cinco caídas en diez partidos, así, se fue cualquier chance de clasificar a semifinales o de ganar el Apertura. Pese a ello, en el Clausura finalizó en el cuarto lugar de su grupo, lo que normalmente lo habría eliminado nuevamente, sin embargo, no lo hizo ya que Destroyers dejó su cupo disponible al no poder disputar el Hexagonal Final debido a que debía jugar la promoción. Es así como Oriente clasificó al Hexagonal Final, en el cual no pudo lograr el objetivo de ser campeón, al quedarse sin chances matemáticas desde la penúltima fecha, partido que perdió en casa ante The Strongest por 2:3. Así se ubicó segundo detrás de Bolívar y aseguró un cupo a la Copa Libertadores 1998. Para ese año, el equipo se reforzó con el argentino Ricardo Rentera (que llegó procedente de la Unión Española de Chile), pero el equipo no logró superar la fase de grupos, en el grupo que compartió con sus compatriotas del Bolívar y los uruguayos Peñarol y Nacional.

### Década de los 2000: Nuevo siglo

#### 2000: Subcampeón nacional
En el Torneo Apertura de la Temporada 2000 cerró una deplorable campaña con una goleada por parte de The Strongest por cinco goles a uno y concluyó el campeonato en la séptima posición. Sin embargo, en el Torneo Clausura logró redimirse y clasificar a la final nacional luego de conquistar el campeonato con 45 puntos a merced de 14 partidos ganados, 3 empatados y 5 perdidos; además, se aseguró la clasificación a Copa Libertadores 2001.
La definición del título debía disputarse ante el vencedor del Apertura: Wilstermann. La primera final se jugó 20 de diciembre en Cochabamba y finalizó 4:1 a favor del cuadro local. El partido de vuelta, disputado en el Estadio Ramón Tahuichi Aguilera, fue ganado por Oriente por 4:0. Este resultado obligó a jugar un partido de desempate en cancha neutral. La sede elegida para el tercer partido fue Trinidad; el partido terminó en empate a dos goles, por lo que se derivó la definición a la tanda de penales. En esta, Wilstermann se impuso por cuatro goles a tres, coronándose campeón del torneo nacional y Oriente se estancó en el segundo lugar.

#### 2001: cuarto título nacional
En el Apertura del año 2001, disputado con modalidad de todos contra todos, Oriente realizó una buena campaña igualando el primer lugar con Bolívar, este empate se definió en un partido en Cochabamba, en el cual el cuadro paceño fue el vencedor.
En el Torneo Clausura se ubicó, en primera fase, en el Grupo 2, en este logró el pase a la siguiente ronda al finalizar en el tercer lugar. En la fase de cuadrangulares compartió grupo con Wilstermann, The Strongest e Independiente Petrolero. En esta ronda obtuvo 12 puntos, logró el primer lugar del grupo y se clasificó a la fase definitoria, fase en la que rivalizó a Bolívar, Real Potosí y Wilstermann. Luego de una victoria en la última fecha por 2:0 con doblete de Raldes, Oriente se consagró como vencedor del campeonato Clausura.
Como siempre en la Liga se venía realizando, el campeonato se debía definir entre los ganadores de los torneos Apertura y Clausura. Así, la definición se dio entre Oriente y Bolívar, el cual había ganado el Torneo Apertura. En la primera final, Bolívar derrotó con contundencia 4:1 a Oriente. Mientras que en la segunda final, Oriente fue el vencedor por 4:3, los cuatro goles anotados por el delantero de entonces 18 años José Alfredo Castillo. Tuvo entonces que disputarse una tercera final en el Estadio Félix Capriles en Cochabamba. Inauguró el marcador Castillo a los once minutos y este mismo selló la victoria al tercer minuto de adición cumplidos los noventa minutos. Ese resultado de 2:0 le daba a Oriente el título nacional, el cuarto para sus vitrinas.
Plantel campeón: Pedro Higa, Óscar Luis Antelo, Miguel Ángel Abrigo, Miguel Ángel Hoyos, Ronald Raldes, Clever Méndez, Ronald Arana, Álvaro Franz Calustro, Armando Ibáñez, Fabio Giménez, Ricardo Lunari, Rolando Campos, Roberto Tórrez, Roger Suárez, José Alfredo Castillo, Silvio Mendes, Antonio Vidal González. D.T.: Víctor Hugo Antelo.

#### 2002 a 2003
Tras el campeonato de 2001 quedó clasificado a la Copa Libertadores, donde sería eliminado en primera fase al quedar último en su grupo con solo seis puntos. En Copa Sudamericana 2002 Oriente se enfrentaba a Bolívar en primera fase, el global fue de 3:4 en contra luego de que los refineros cayeran derrotados 4:2 en La Paz y vencieran por 1:0 en Santa Cruz, así, Oriente se despedía tempranamente de la copa. En el Torneo Apertura 2002 quedó en tercer lugar, quedando fuera de algún cupo a Copa Sudamericana. Sin embargo, en el Torneo Clausura, Oriente terminó en segundo puesto y en la tabla agregada igualó en puntos con The Strongest, por lo que debieron jugar dos partidos extra para definir quién se quedaría con el cupo a Copa Libertadores. El partido de ida fue para Oriente por 1:0, mientras que el partido de vuelta lo ganó The Strongest, obligando a jugarse un tercer partido en el que Oriente ganaría por penales y se clasificaría a Copa Libertadores.
La participación en Copa Libertadores 2003 de Oriente fue para el olvido, ya que el equipo realizó su peor campaña en su historia al finalizar último en su grupo con tan solo un punto. Por otra parte, en el Torneo Apertura de ese mismo año, disputado con la modalidad de todos contra todos, Oriente finalizó en el cuarto lugar, sin obtener algún cupo de torneo internacional. En el Torneo Clausura fue emparejado en el Grupo B. Finalizó esta ronda en el segundo lugar y obtuvo la clasificación a los cuadrangulares. En estos no logró clasificar a la fase final del campeonato y se despidió del mismo.

#### 2004 a 2009: Años de polémica
En el Torneo Apertura del año 2004 no logró conseguir un cupo para algún torneo internacional, quedó en el sexto lugar con 31 puntos. Sin embargo, en el Torneo Clausura, logró avanzar al octogonal final luego de quedar en cuarto lugar en su grupo. En este quedó empatado en el primer lugar con The Strongest, obligando a definir el título en una final de ida y vuelta. En la primera final, disputada en Santa Cruz, Oriente salió victorioso por 3:1, mientras que en la vuelta en La Paz, The Strongest ganó por 2:1, teniéndose así que disputar un tercer partido. El partido de desempate, disputado en Cochabamba, terminó empatado a uno y, en la definición por penales, The Strongest fue más efectivo con un resultado de 4:3, consagrándose campeón.
La polémica se dio cuando, antes de las dos finales del campeonato, Unión Central puso una observación en el arquero Marcelo Robledo de The Strongest debido a que, consideraban, estaba mal habilitado. El jugador contaría con doble documentación: había nacido en Argentina pero figuraba como boliviano en las convocatorias a los partidos de The Strongest. Si esto era cierto, el club estaría violando la norma que prohíbe más de cuatro extranjeros en el terreno de juego. Su anterior equipo, Aurora, presentó los papeles del arquero que tenía mientras disputaba la temporada 2003.
El 4 de marzo de 2005, la Liga de Fútbol Profesional Boliviano falló a favor de Oriente (que también observó la habilitación de Marcelo Robledo) y lo declaró como campeón del Torneo Clausura. Ese mismo año, disputó la Copa Libertadores desde la fase preliminar, su rival fue Junior de Colombia, sin embargo no logró superar esa instancia. En el torneo local, el primer campeonato de la temporada fue el Adecuación, en el cual ocupó el tercer puesto en la tabla final y logró un cupo para la fase preliminar de la Copa Libertadores 2006. En el Apertura comenzó en el Grupo B y clasificó al hexagonal como tercero; en este concluyó el campeonato ocupando nuevamente el tercer lugar. Luego de una lamentable participación en Copa Libertadores, jugó el último torneo de la temporada, que fue el Clausura, disputado a inicios de 2006, y en el que Oriente acabó en el sexto puesto. Ese mismo año, se disputó el Segundo Torneo, que correspondía a la 30.ª temporada de liga y que fue jugado con una modalidad de grupos; así, Oriente clasificó al hexagonal final y fue tercero en la tabla de posiciones de este último.
El Torneo Apertura, correspondiente a la temporada 2007, fue disputado con el sistema de todos contra todos y Oriente quedó en el quinto lugar debido al descuento de tres puntos por haber alineado a tres jugadores sancionados en la fecha 22. En el Torneo Clausura de esa misma temporada, tuvo una participación mediocre y acabó en el último lugar de su grupo. En el Torneo Apertura del 2008 finalizó en cuarto puesto y no obtuvo ningún cupo a Copa Libertadores o Copa Sudamericana; similar situación fue la del Torneo Clausura, en el cual terminó tercero en su grupo y no logró clasificar a la semifinal. Ese mismo año, se jugó el Torneo Play-Off en el cual clasificó a la ronda de perdedores al caer con Blooming en primera ronda, en dicha instancia venció a Aurora con un global de 6:0, sin embargo, fue eliminado en cuartos de final ante San José.
En 2009, The Strongest presentó su último recurso ante el Tribunal Constitucional con respecto al Clausura del 2004, el cual falló a favor del club aurinegro. El 14 de julio de 2009, la Liga del Fútbol Profesional Boliviano confirmó a The Strongest como campeón de este torneo después de cinco años de disputa. El presidente de la Liga, Mauricio Méndez, declaró que el título legalmente le pertenece a The Strongest. El mismo año, en el torneo de la LFPB, el campeonato se dividió nuevamente en dos: el Apertura, donde terminó en cuarto puesto; y el Clausura, en el que fue derrotado por Blooming en semifinales.

### Década de los 2010: Nuevo título

#### 2010: Subcampeón Apertura y quinto título nacional Clausura
El Torneo Apertura se dividía en dos grupos, Oriente se ubicó en el Hexagonal "B". Venció a Real Mamoré de visitante por 1:2 en la primera fecha y en la segunda goleó por 3:0 a Real Potosí. Terminó segundo en su grupo y clasificó para el Hexagonal de Ganadores. Hasta la última aún tenía chances de salir campeón —estaba a tan solo un punto de Wilstermann—, no obstante, pese a ganar su partido, Wilstermann también cumplió y Oriente quedó segundo.
El Torneo Clausura fue el último título nacional que han ganado los refineros . Pese a dar ventajas (según la dirigencia) en algunos partidos al colocar juveniles debido a su participación en la Copa Sudamericana 2010 —torneo en el que fue vencido en segunda ronda por Deportes Tolima por un resultado global de 2:1—, un campeonato idóneo permitió que, a la última fecha, y gracias al gran triunfo de visitante en Potosí la jornada anterior, Oriente únicamente dependiera de sí mismo y le bastara un empate en La Paz contra The Strongest para coronarse campeón, pues estaba tres puntos por encima de su inmediato perseguidor, Bolívar. Los resultados se estaban dando, después de un gol de tiro libre de Jhasmani Campos a los 23 minutos terminaría el primer tiempo; la segunda parte empezó con una motivación extra para los jugadores de Oriente, puesto que desde Santa Cruz llegaba la noticia que Blooming le ganaba a Bolívar por la mínima diferencia. The Strongest empató al minuto 76, pero eso no impidió que Oriente ganara su quinto título de la Liga Era la primera vez que daba la vuelta olímpica en la ciudad de La Paz, cortaba con nueve años de sequía y clasificaba después de cinco años a la Copa Libertadores 2011, torneo en el que terminó tercero en su grupo y no pudo clasificar a octavos de final.
| Alineación: - Hugo Suárez - Miguel Ángel Hoyos - Gustavo Caamaño - Alejandro Schiapparelli - Luis Gutiérrez - Nicolás Suárez - Francisco Argüello - Jhasmani Campos - Joselito Vaca - Danilo Peinado - Alcides Peña - DT: Gustavo Quinteros |  | H. Suárez Gutiérrez Campos Schiapparelli Hoyos Caamaño Suárez Vaca Peinado Argüello Peña |
| H. Suárez Gutiérrez Campos Schiapparelli Hoyos Caamaño Suárez Vaca Peinado Argüello Peña |  |                                                                                          |

Plantel campeón: Hugo Suárez, Álex Arancibia, José Carlo Fernández, Óscar Luis Antelo, Miguel Ángel Hoyos, Gustavo Martín Caamaño, Luis Alberto Gutiérrez, Diego Terrazas, Gabriel Aguilar, Lorgio Suárez, Alejandro Schiapparelli, Ariel Ribera, Marcelo Aguirre, Nicolás Suárez, Francisco Argüello, Fernando Saucedo, Ronald Rea, Juan Carlos Arce, Mauricio Saucedo, Jorge Andrés Ramírez Frostte, Jhasmani Campos, Joselito Vaca, Danilo Peinado, Alcides Peña. D.T.: Gustavo Quinteros.

#### 2012: Tercero Torneo Clausura
El Torneo Clausura 2012 no empezó muy bien para los refineros, en la primera fecha cayó por 2:1 contra Real Mamoré y en la segunda fue goleado por The Strongest por 5:1; sin embargo, al cabo de la última fecha del campeonato se encontraba a tan solo un punto del líder San José, por lo tanto, Oriente tenía que vencer a Nacional Potosí y esperar que San José no gane su respectivo partido. Los resultados se estaban dando: San José estaba cayendo por 2:1 con The Strongest, el cual estaba quedando de segundo, mientras que Oriente derrotaba a Nacional Potosí por 2:1, con esto, se estaba proclamando campeón de la Liga faltando cuatro minutos para el final. Fue entonces cuando cayó el gol del empate por parte cuadro potosino, el resultado final fue de 2:2 y tanto Oriente, The Strongest y San José quedaban igualados en puntos, por primera vez en la historia de la liga se daba esta situación; la igualdad debía definirse por diferencia de goles en la tabla, de esta manera, The Strongest se proclamaba campeón, San José era segundo y Oriente tenía que conformarse con el tercer lugar.

#### 2013: Subcampeón Torneo Clausura
Después de un bajo rendimiento en el Torneo Apertura, Roberto Pompei reemplaza a Erwin Sánchez como entrenador de Oriente Petrolero, y es con el argentino con el cual hace un gran campeonato merced a 47 puntos en 22 partidos jugados, la mayor cantidad de puntos conseguidos en un torneo de todos contra todos por parte del club albiverde; sin embargo, todo esto no fue suficiente, ya que en la penúltima fecha quedó sin chances matemáticas de conseguir el título cuando Bolívar venció a Nacional Potosí, de esta manera, Oriente Petrolero aseguró el subcampeonato y una clasificación a la Copa Libertadores 2014 goleando a Wilstermann 6:2, con cuatro goles de Danilo Carando, en la última fecha, en un partido solo por cumplir, Oriente ganó por 2:1 a Bolívar y finalizó con una diferencia de tres puntos en la tabla de posiciones con respecto al primero.

#### 2014: Subcampeón Torneo Apertura
La campaña del Torneo Apertura 2014 para Oriente Petrolero inició con un empate contra Real Potosí por 0:0 de visitante, luego venció a Universitario de Pando por 2:0 en el Tahuichi, y es en Santa Cruz donde iba a realizar uno de sus mejores torneos de todos contra todos en condición de local: logró 33 puntos de 33 posibles, anotó 25 goles y encajó tan solo uno en un encuentro contra Real Potosí que acabó 2:1. Sin embargo, de visitante no la pasó muy bien, y es eso lo que le costó el campeonato en este torneo, a la última fecha no dependía de sí mismo para obtener el título, para esto, Bolívar tenía que empatar o perder su partido contra Blooming en Santa Cruz y el equipo debía ganar su partido en La Paz. Nada de esto ocurrió, Bolívar goleó 3:0 a Blooming y Oriente cayó por 2:1, quedando en segundo lugar.

## Símbolos

### Historia y evolución del escudo
El escudo cuenta con un marco de estilo francés antiguo con una punta inferior en ovija y bordes inferiores redondeados, también consta de una franja diagonal inclinada en 27 grados con el nombre del club, en la parte inferior se hallan otros elementos característicos como una pelota, un pasto verde, palmeras y una torre petrolera que hace referencia a los orígenes del club (YPFB); en la parte superior la doble cruz potenzada se relaciona con el escudo de Santa Cruz de la Sierra, y, para finalizar, las 16 estrellas que corresponden a los títulos del club: cinco en el interior del escudo (los cinco títulos de Primera División) y 11 en la parte superior del escudo (los 11 títulos de la Asociación Cruceña de Fútbol).

### Himno
| [[Archivo:\|link=\|22px\|Icono]]Himno de Oriente Petrolero |
| |

Roberto Escóbar, compositor del Taquirari del club.

| Oriente Petrolero sos el campeón, tu hinchada te saluda con gran emoción, somos un sentimiento que siempre estará guardado bien del centro de mi corazón. Oriente Petrolero es el campeón su hinchada lo saluda con gran emoción el equipo va a la cancha solo pa' ganar, la hinchada va a la cancha solo pa' gritar. Somos, somos campeones, somos albiverdes, y de corazón Oriente Petrolero, siempre será un sentimiento que llevaremos dentro de nuestro corazón Soy de Oriente, si señor, el verde es mi pasión soy de Oriente, si señor, ¡¡¡Soy del campeón.!!! Autor: Roberto Escóbar Pedraza |
| |

### Mascota

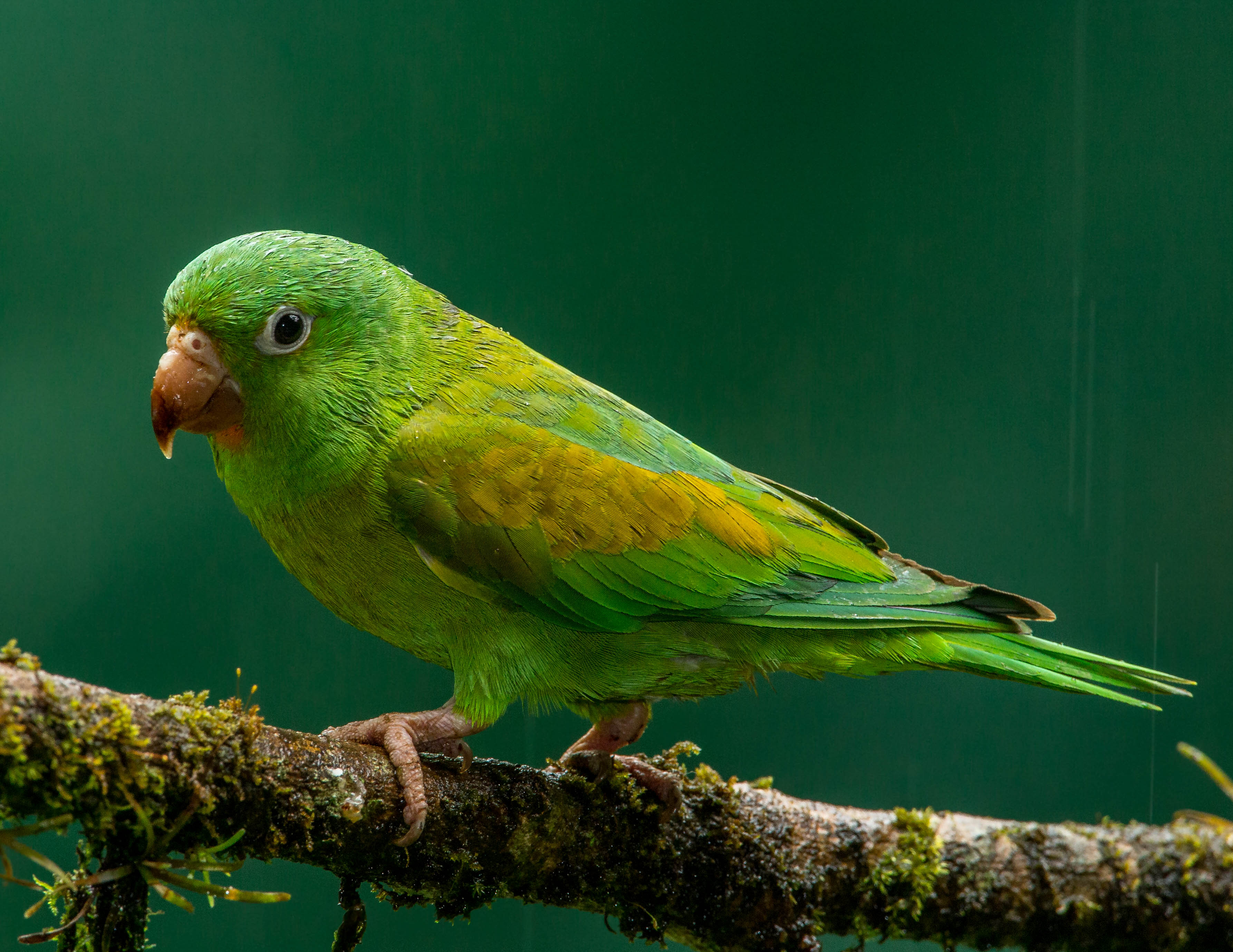
El Loro símbolo del club en la actualidad.

La mascota oficial del club es "Orientito", un Lorito, creado el año 1987 por Ronald Castedo.
Este lorito representa la alegría genuina y los  fervientes ideales de libertad que atesora el cruceño.

## Indumentaria
Hablar de casacas de Oriente es como hablar de casacas con el Bayern de Múnich: es un caso en el que no hay una norma que reglamente los colores ni diseños, (como The Strongest o San José por ejemplo, que son icónicas en color y diseño), lo que muchas veces da paso a que la casaca se ajuste a ideas creativas, colores de tendencia e incluso diseños arriesgados.
El primer uniforme del club en sus inicios fue: camiseta amarilla con detalles verdes y pantalón azul, muy similar al uniforme de la selección de Brasil en ese tiempo. Este diseño fue utilizado hasta aproximadamente 1959, año en el cual empieza a utilizar camiseta verde y pantalones blancos. Tiempo después cambió de una camiseta totalmente verde a una con franjas verticales verdes y blancas, este diseño persiste hasta ahora y es el más utilizado por el club a lo largo de su historia.

### Evolución del uniforme

#### Evolución del uniforme titular
| (1955-1958) | (1959-??) | (??-1970) | (1971)          | (1979)          | (1988)          |
| (1989)      | (2001)    | (2003)    | (2010)          | (2014)          | (2015)          |
| (2015)      | (2016)    | (2017)    | Apertura (2018) | Clausura (2018) | Apertura (2020) |

1. ↑  Uniforme conmemorativo de los 60 años del club.

### Patrocinio
| Periodo       | Proveedor                 | Patrocinadores                   |
| ------------- | ------------------------- | -------------------------------- |
| 1981-1984     | Bandera de Brasil         | Esmaltec                         |
| 1985-1986     | Bandera de Brasil         | Bandera de Bolivia               |
| 1987-1989     | Bandera de Brasil         | Bandera de Bolivia               |
| 1990-1992     | Marca Propia              | Aceite Rico                      |
| 1993-1994     | Marca Propia              | Cerveza Ducal                    |
| 1996-1997     |                           | Cerveza Ducal                    |
| 1997          | Bandera de Brasil         | Cerveza Ducal                    |
| 1998-2000     | Bandera de Estados Unidos | Cerveza Ducal                    |
| 2001-2002     | Bandera de Brasil         | Cerveza Ducal                    |
| 2003          | Bandera de Brasil         | Bandera de Bolivia               |
| 2004-2006     | Olive Sports              | Bandera de Bolivia               |
| 2007          | Olive Sports              | Bandera de Paraguay              |
| 2008-2009     | Bandera de España         | Bandera de Paraguay              |
| 2010-2012     | Fair Play                 | VIVA                             |
| 2010-2012     | Fair Play                 | Aerosur                          |
| 2013          | Fair Play                 | VIVA                             |
| 2013          | Fair Play                 | Volvo                            |
| 2014-2016     | Bandera de Ecuador        | Amaszonas, ,                     |
| 2016-2019     | Marca propia              | ,                                |
| 2020          | Bandera de España         | , Cerabol                        |
| 2021          | Marca propia              | , Cerabol                        |
| 2022          | Bandera de Ecuador        | , Cerabol                        |
| 2023-presente | Bandera de Ecuador        | , Yango, Sofía, Nacional Seguros |

## Instalaciones

### Estadio

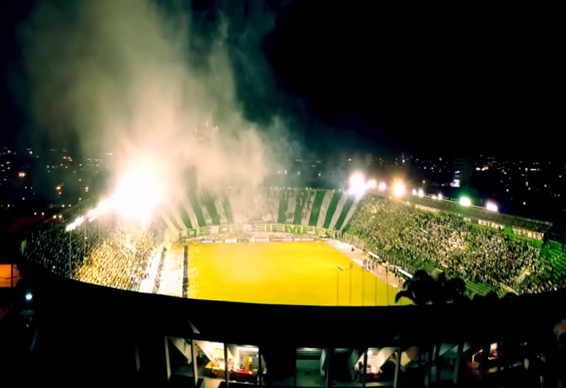
Vista aérea del Estadio Ramón Aguilera Costas.

El principal recinto del club es el Estadio Ramón Aguilera Costas, más conocido como «Tahuichi», de propiedad del Gobierno de Santa Cruz de la Sierra. Cuenta con un aforo total para 38 000 espectadores, el recinto deportivo se encuentra ubicado en la calle Soliz de Olguín. 
El estadio fue inaugurado en 1940 con el nombre de «Estadio Departamental de Santa Cruz». El estadio era utilizado por los clubes cruceños durante los torneos de Primera A y, ocasionalmente, para sus encuentros en campeonatos nacionales. Posteriormente, en 1973, el escenario fue renombrado por el entonces prefecto de Santa Cruz Widden Razuk como «Estadio Willy Bendeck» en homenaje al piloto cuatro veces campeón de automovilismo, fallecido en un accidente en 1971. No fue hasta 1980 cuando se cambió el nombre por el actual «Estadio Ramón Tahuichi Aguilera» en honor a Ramón Aguilera Costas, exfutbolista cruceño, apodado Tahuichi, en su época, jugador del equipo "Florida", decano de fútbol en Santa Cruz, del cual fue su capitán y gestor en la época de los 40 y 50. “Tahuichi es un término del dialecto Tupí – Guaraní que quiere decir “Pájaro Grande”.
Después de su inauguración, el escenario no contó con luminarias hasta 1974. Asimismo, fue remodelado en 1971, debido a la caída de una de las tribunas, y entre 1996 y 1997, para la Copa América 1997, de la que fue una de las sedes. En 2014 se inició una nueva remodelación al estadio con una inversión cercana a los 200 millones de Bs.

Panorámica interior del estadio.

## Datos del club
- Puesto en la clasificación histórica de la Primera División: 3.º
- Temporadas en Primera División: 73. (1964-1967, 1969-1973, 1975-Presente).
- Temporadas en Segunda División: 0.
- Mejor Puesto en Primera División: 1.º (5 veces).
- Peor Puesto en Primera División: 10.º (Clausura 2020).
- Mayor goleada a favor
  - En torneos nacionales:
    - 9 - 0 contra San José (24 de febrero de 1982)
    - 9 - 0 contra Bolívar (15 de diciembre de 2004).

  - En torneos internacionales:
    - 5 - 0 contra  Chaco Petrolero (Copa Libertadores 1972).
    - 4 - 0 contra  Atlético Nacional (Copa Libertadores 1977).
- Mayor goleada en contra
  - En torneos nacionales:
    - 2 - 9 contra San José (29 de abril de 2007).

  - En torneos internacionales:
    - 1 - 10 contra  Fluminense (26 de mayo de 2022 por la Copa Sudamericana 2022).
    - 1 - 7 contra  River Plate (Copa Libertadores 1973).
    - 0 - 6 contra  River Plate (Copa Libertadores 2006).
- Primer partido en LFPB: 2 - 4 contra Guabirá (21 de septiembre de 1977).
- Primer partido en torneos internacionales: 5 - 0 contra Chaco Petrolero (27 de febrero de 1972) (Copa Libertadores 1972).
- Jugador con más partidos disputados: Miguel Ángel Hoyos (402 partidos oficiales).
- Jugador con más goles: Víctor Hugo Antelo (154 goles en competiciones oficiales).
- Jugador con más goles en torneos nacionales: José Alfredo Castillo (144 goles).
- Jugador con más goles en torneos internacionales: Víctor Hugo Antelo (9 goles).
- Jugador con más títulos: Miguel Ángel Hoyos, Antonio Gottardi y Hebert Hoyos con 2 títulos: (2001 - 2010), (1971 - 1979) y (1979 - 1990) respectivamente.
- Jugador con más títulos de Asociación Cruceña de Fútbol (1917-1976): Antonio Gottardi con 5 títulos (1970, 1971, 1972, 1973 y 1976).
- Portero con mayor racha de imbatibilidad: Leonardo Fernández, con 373 minutos en 1997.[50]
- Mayor cantidad de victorias consecutivas en Primera División: 10 (2002).
- Mayor cantidad de partidos sin victorias: 11 (2020)
- Mayor cantidad de puntos en torneos cortos: 47 puntos (Clausura 2013).

#### Participaciones internacionales
En negrita las competiciones vigentes en la actualidad.
| Torneo                            | Ediciones |
| --------------------------------- | --- |
| Copa Libertadores de América (21) | 1972, 1973, 1977, 1978, 1980, 1985, 1987, 1988, 1990, 1991, 1997, 1998, 2001, 2002, 2003 y 2011. - Fase Previa (5): 2005, 2006, 2014, 2016 y 2018. |
| Copa Sudamericana (10)            | 2002, 2010, 2012, 2013, 2015, 2017, 2019, 2020, 2022 y 2023.                                                                                       |
| Copa Merconorte (1) (d)           | 2000. |
| Copa Conmebol (2) (d)             | 1992 y 1994. |

(d): Torneo internacional desaparecido.

### Rankings

#### Rankings deConmebol
- Ranking histórico de la Conmebol Libertadores: 76.º.

#### Rankings deIFFHS
- Ranking continental del siglo XX: 72.º.
- Ranking continental del siglo XXI: 73.º.

### Partidos históricos
| Partidos históricos | Partidos históricos      | Partidos históricos | Partidos históricos | Partidos históricos     | Partidos históricos                                                 | Partidos históricos |
| ------------------- | ------------------------ | ------------------- | ------------------- | ----------------------- | ------------------------------------------------------------------- | ------------------- |
| N.º                 | Fecha                    | Rival               | Resultado           | Ciudad                  | Comentario                                                          |                     |
| 1                   | 17 de mayo de 1959       | Blooming            | 2-1                 | Santa Cruz de la Sierra | Primera victoria oficial en un clásico.                             |                     |
| 2                   | 23 de mayo de 1971       | Santos              | 3-4                 | Santa Cruz de la Sierra | Amistoso ante el Santos de Pelé.                                    |                     |
| 3                   | 30 de enero de 1972      | Municipal de La Paz | 3-0                 | Santa Cruz de la Sierra | Primer título nacional del club.                                    |                     |
| 4                   | 27 de febrero de 1972    | Chaco Petrolero     | 5-0                 | Santa Cruz de la Sierra | Primer partido y mayor goleada en Copa Libertadores.                |                     |
| 5                   | 17 de marzo de 1972      | América de Quito    | 4-2                 | Santa Cruz de la Sierra | Primer partido internacional en Copa Libertadores.                  |                     |
| 6                   | 21 de septiembre de 1977 | Guabirá             | 2-4                 | Santa Cruz de la Sierra | Primer partido en liga.                                             |                     |
| 7                   | 18 de marzo de 1980      | The Strongest       | 2-1                 | Cochabamba              | Segundo título nacional.                                            |                     |
| 8                   | 21 de marzo de 1985      | Deportivo Italia    | 3-0                 | Caracas                 | Primera victoria de visitante en torneos CONMEBOL.                  |                     |
| 9                   | 14 de septiembre de 1988 | Colo Colo           | 0-0                 | Santiago                | Clasificación histórica a cuartos de final de la Copa Libertadores. |                     |
| 10                  | 3 de febrero de 1991     | Bolívar             | 1-1                 | Cochabamba              | Tercer título nacional.                                             |                     |
| 11                  | 19 de diciembre de 2001  | Bolívar             | 2-0                 | Cochabamba              | Cuarto título nacional.                                             |                     |
| 12                  | 15 de diciembre de 2004  | Bolívar             | 9-0                 | Santa Cruz de la Sierra | Mayor goleada a favor en Primera División.                          |                     |
| 13                  | 28 de noviembre de 2010  | The Strongest       | 1-1                 | La Paz                  | Quinto título nacional.                                             |                     |

### Participación en campeonatos nacionales
| \| Campeonato Nacional 1964[52] \| - \| - \| \| Campeonato Nacional 1965 \| - \| 3.º \| \| Campeonato Nacional 1966 \| - \| 2.º Grupo B \| \| Campeonato Nacional 1967 \| - \| 5.º \| \| Campeonato Nacional 1968 \| - \| - \| \| Campeonato Nacional 1969 \| - \| 4.º \| \| Campeonato Nacional 1970 \| - \| 3.º \| \| Campeonato Nacional 1971 \| - \| Campeón \| \| Campeonato Nacional 1972 \| - \| 2.º \| \| Campeonato Nacional 1973 \| - \| 5.º \| \| Campeonato Nacional 1974 \| - \| - \| \| Campeonato Nacional 1975 \| - \| 3.º \| \| Campeonato Nacional 1976 \| - \| 2.º \| \| Temporada 1977 \| - \| 2.º \| \| Temporada 1978 \| - \| 3.º \| \| Temporada 1979 \| - \| Campeón \| \| Temporada 1980 \| - \| 6.º \| \| Temporada 1981 \| Apertura \| 3.º 4.º Grupo A \| \| Temporada 1981 \| Clausura \| 3.º 4.º Grupo A \| \| Temporada 1982 \| Apertura \| 3.º Semifinales \| \| Temporada 1982 \| Clausura \| \| \| Temporada 1983 \| Apertura \| 4.º 2.º \| \| Temporada 1983 \| Clausura \| 4.º 2.º \| \| Temporada 1984 \| Apertura \| 1.º Semifinales \| \| Temporada 1984 \| Clausura \| \| \| Temporada 1985 \| Apertura \| 5.º 4.º Grupo A \| \| Temporada 1985 \| Clausura \| 5.º 4.º Grupo A \| \| Temporada 1986 \| Apertura \| Semifinales 1.º \| \| Temporada 1986 \| Clausura \| \| \| Temporada 1987 \| Apertura \| 2.º 1.º \| \| Temporada 1987 \| Clausura \| \| \| Temporada 1988 \| Apertura \| 4.º Semifinales \| \| Temporada 1988 \| Clausura \| 4.º Semifinales \| \| Temporada 1989 \| Apertura \| 5.º 1.º \| \| Temporada 1989 \| Clausura \| \| \| Temporada 1990 \| Apertura \| 1.º Campeón \| \| Temporada 1990 \| Clausura \| \| \| Temporada 1991 \| Apertura \| 3.º Cuadrangular A 2.º \| \| Temporada 1991 \| Clausura \| \| \| Temporada 1992 \| Apertura \| 2.º Cuadrangular Semifinales \| \| Temporada 1992 \| Clausura \| 2.º Cuadrangular Semifinales \| \| Temporada 1993 \| Apertura \| 1.º Grupo C 4.º \| \| Temporada 1993 \| Clausura \| 1.º Grupo C 4.º \| \| Temporada 1994 \| Apertura \| 3.º Grupo B 6.º Grupo B \| \| Temporada 1994 \| Clausura \| 3.º Grupo B 6.º Grupo B \| \| Temporada 1995 \| Apertura \| Semifinales 4.º \| \| Temporada 1995 \| Clausura \| Semifinales 4.º \| \| Temporada 1996 \| Apertura \| Semifinales 2.º \| \| Temporada 1996 \| Clausura \| \| \| Temporada 1997 \| Apertura \| 6.º Grupo B 2.º \| \| Temporada 1997 \| Clausura \| \| \| Temporada 1998 \| Apertura \| 5.º 4.º Grupo A \| \| Temporada 1998 \| Clausura \| 5.º 4.º Grupo A \| \| Temporada 1999 \| Apertura \| 10.º 5.º Grupo B \| \| Temporada 1999 \| Clausura \| 10.º 5.º Grupo B \| \| Temporada 2000 \| Apertura \| 7.º 1.º \| \| Temporada 2000 \| Clausura \| \| \| Temporada 2001 \| Apertura \| 2.º Campeón \| \| Temporada 2001 \| Clausura \| \| \| Temporada 2002 \| Apertura \| 3.º 2.º \| \| Temporada 2002 \| Clausura \| \| \| Apertura 2003 \| - \| 4.º \| \| Clausura 2003 \| - \| 5.º \| \| Apertura 2004 \| - \| 6.º \| \| Clausura 2004 \| - \| 2.º \| \| Adecuación 2005 \| - \| 3.º \| \| Apertura 2005 \| - \| 3.º \| \| Clausura 2006 \| - \| 6.º \| \| Segundo Torneo 2006 \| - \| 3.º \| \| Apertura 2007 \| - \| 5.º \| \| Clausura 2007 \| - \| 6.º Grupo B \| \| Apertura 2008 \| - \| 4.º \| \| Clausura 2008 \| - \| 3.º Grupo A \| \| Apertura 2009 \| - \| 4.º \| \| Clausura 2009 \| - \| 3.º \| \| Apertura 2010 \| - \| 2.º \| \| Clausura 2010 \| - \| Campeón \| \| Adecuación 2011 \| - \| 3.º \| \| Apertura 2011 \| - \| Semifinales \| \| Clausura 2012 \| - \| 3.º \| \| Apertura 2012 \| - \| 6.º \| \| Clausura 2013 \| - \| 2.º \| \| Apertura 2013 \| - \| 8.º \| \| Clausura 2014 \| - \| 7.º \| \| Apertura 2014 \| - \| 2.º \| \| Clausura 2015 \| - \| 5.º \| \| Apertura 2015 \| - \| 5.º \| \| Clausura 2016 \| - \| 5.º \| \| Apertura 2016 \| - \| 3.º \| \| Apertura 2017 \| - \| 4.º \| \| Clausura 2017 \| - \| 6.º \| |              |                              |
| Campeonato Nacional |              |                              |
| Competencia | Detalle      | Detalle                      |
| Competencia | Torneo Corto | Puesto                       |
| Campeonato Nacional 1964 | -            | -                            |
| Campeonato Nacional 1965 | -            | 3.º                          |
| Campeonato Nacional 1966 | -            | 2.º Grupo B                  |
| Campeonato Nacional 1967 | -            | 5.º                          |
| Campeonato Nacional 1968 | -            | -                            |
| Campeonato Nacional 1969 | -            | 4.º                          |
| Campeonato Nacional 1970 | -            | 3.º                          |
| Campeonato Nacional 1971 | -            | Campeón                      |
| Campeonato Nacional 1972 | -            | 2.º                          |
| Campeonato Nacional 1973 | -            | 5.º                          |
| Campeonato Nacional 1974 | -            | -                            |
| Campeonato Nacional 1975 | -            | 3.º                          |
| Campeonato Nacional 1976 | -            | 2.º                          |
| Temporada 1977 | -            | 2.º                          |
| Temporada 1978 | -            | 3.º                          |
| Temporada 1979 | -            | Campeón                      |
| Temporada 1980 | -            | 6.º                          |
| Temporada 1981 | Apertura     | 3.º 4.º Grupo A              |
| Temporada 1981 | Clausura     | 3.º 4.º Grupo A              |
| Temporada 1982 | Apertura     | 3.º Semifinales              |
| Temporada 1982 | Clausura     |                              |
| Temporada 1983 | Apertura     | 4.º 2.º                      |
| Temporada 1983 | Clausura     | 4.º 2.º                      |
| Temporada 1984 | Apertura     | 1.º Semifinales              |
| Temporada 1984 | Clausura     |                              |
| Temporada 1985 | Apertura     | 5.º 4.º Grupo A              |
| Temporada 1985 | Clausura     | 5.º 4.º Grupo A              |
| Temporada 1986 | Apertura     | Semifinales 1.º              |
| Temporada 1986 | Clausura     |                              |
| Temporada 1987 | Apertura     | 2.º 1.º                      |
| Temporada 1987 | Clausura     |                              |
| Temporada 1988 | Apertura     | 4.º Semifinales              |
| Temporada 1988 | Clausura     | 4.º Semifinales              |
| Temporada 1989 | Apertura     | 5.º 1.º                      |
| Temporada 1989 | Clausura     |                              |
| Temporada 1990 | Apertura     | 1.º Campeón                  |
| Temporada 1990 | Clausura     |                              |
| Temporada 1991 | Apertura     | 3.º Cuadrangular A 2.º       |
| Temporada 1991 | Clausura     |                              |
| Temporada 1992 | Apertura     | 2.º Cuadrangular Semifinales |
| Temporada 1992 | Clausura     | 2.º Cuadrangular Semifinales |
| Temporada 1993 | Apertura     | 1.º Grupo C 4.º              |
| Temporada 1993 | Clausura     | 1.º Grupo C 4.º              |
| Temporada 1994 | Apertura     | 3.º Grupo B 6.º Grupo B      |
| Temporada 1994 | Clausura     | 3.º Grupo B 6.º Grupo B      |
| Temporada 1995 | Apertura     | Semifinales 4.º              |
| Temporada 1995 | Clausura     | Semifinales 4.º              |
| Temporada 1996 | Apertura     | Semifinales 2.º              |
| Temporada 1996 | Clausura     |                              |
| Temporada 1997 | Apertura     | 6.º Grupo B 2.º              |
| Temporada 1997 | Clausura     |                              |
| Temporada 1998 | Apertura     | 5.º 4.º Grupo A              |
| Temporada 1998 | Clausura     | 5.º 4.º Grupo A              |
| Temporada 1999 | Apertura     | 10.º 5.º Grupo B             |
| Temporada 1999 | Clausura     | 10.º 5.º Grupo B             |
| Temporada 2000 | Apertura     | 7.º 1.º                      |
| Temporada 2000 | Clausura     |                              |
| Temporada 2001 | Apertura     | 2.º Campeón                  |
| Temporada 2001 | Clausura     |                              |
| Temporada 2002 | Apertura     | 3.º 2.º                      |
| Temporada 2002 | Clausura     |                              |
| Apertura 2003 | -            | 4.º                          |
| Clausura 2003 | -            | 5.º                          |
| Apertura 2004 | -            | 6.º                          |
| Clausura 2004 | -            | 2.º                          |
| Adecuación 2005 | -            | 3.º                          |
| Apertura 2005 | -            | 3.º                          |
| Clausura 2006 | -            | 6.º                          |
| Segundo Torneo 2006 | -            | 3.º                          |
| Apertura 2007 | -            | 5.º                          |
| Clausura 2007 | -            | 6.º Grupo B                  |
| Apertura 2008 | -            | 4.º                          |
| Clausura 2008 | -            | 3.º Grupo A                  |
| Apertura 2009 | -            | 4.º                          |
| Clausura 2009 | -            | 3.º                          |
| Apertura 2010 | -            | 2.º                          |
| Clausura 2010 | -            | Campeón                      |
| Adecuación 2011 | -            | 3.º                          |
| Apertura 2011 | -            | Semifinales                  |
| Clausura 2012 | -            | 3.º                          |
| Apertura 2012 | -            | 6.º                          |
| Clausura 2013 | -            | 2.º                          |
| Apertura 2013 | -            | 8.º                          |
| Clausura 2014 | -            | 7.º                          |
| Apertura 2014 | -            | 2.º                          |
| Clausura 2015 | -            | 5.º                          |
| Apertura 2015 | -            | 5.º                          |
| Clausura 2016 | -            | 5.º                          |
| Apertura 2016 | -            | 3.º                          |
| Apertura 2017 | -            | 4.º                          |
| Clausura 2017 | -            | 6.º                          |

     Campeón.
    Subcampeón.
    Tercer Lugar.
     Ascenso.
     Descenso.
- Desde 1981 hasta 2002 fueron señaladas las posiciones en torneos cortos pese a que, a excepción de los primeros puestos, no fueron relevantes en la definición del campeón nacional.

### Por competición
- En negrita competiciones en activo.

| Torneo            | TJ | PJ  | PG | PE | PP | GF  | GC  | DG   | Puntos | Mejor ubicación  |
| ----------------- | -- | --- | -- | -- | -- | --- | --- | ---- | ------ | ---------------- |
| Copa Libertadores | 21 | 118 | 29 | 22 | 67 | 130 | 224 | -94  | 89     | Cuartos de final |
| Copa Sudamericana | 8  | 20  | 4  | 8  | 8  | 16  | 28  | -12  | 20     | Segunda fase     |
| Copa Conmebol     | 2  | 4   | 0  | 0  | 4  | 1   | 14  | -13  | 0      | Octavos de final |
| Copa Merconorte   | 1  | 6   | 1  | 2  | 3  | 7   | 11  | -4   | 5      | Primera fase     |
| Total             | 32 | 150 | 34 | 33 | 83 | 155 | 280 | -125 | 135    |                  |

### Oriente Petrolero en competiciones internacionales
| competiciones internacional | competiciones internacional | competiciones internacional | competiciones internacional | competiciones internacional | competiciones internacional | competiciones internacional |
| Año                         | Competición                 | Ronda                       | Rival                       | Local                       | Visita                      | Global                      |
| --------------------------- | --------------------------- | --------------------------- | --------------------------- | --------------------------- | --------------------------- | --------------------------- |
| 1972                        | Copa Libertadores 1972      | Fase de grupos              | Chaco Petrolero             | 5–0                         | 1–0                         | 3° lugar                    |
| 1972                        | Copa Libertadores 1972      | Fase de grupos              | América de Quito            | 4–2                         | 3–0                         | 3° lugar                    |
| 1972                        | Copa Libertadores 1972      | Fase de grupos              | Barcelona                   | 0–0                         | 1–1                         | 3° lugar                    |
| 1973                        | Copa Libertadores 1973      | Fase de grupos              | River Plate                 | 1–3                         | 7–1                         | 4° lugar                    |
| 1973                        | Copa Libertadores 1973      | Fase de grupos              | San Lorenzo                 | 0–3                         | 4–0                         | 4° lugar                    |
| 1973                        | Copa Libertadores 1973      | Fase de grupos              | Jorge Wilstermann           | 3–1                         | 1–0                         | 4° lugar                    |
| 1977                        | Copa Libertadores 1977      | Fase de grupos              | Bolívar                     | 0–0                         | 1–0                         | 3° lugar                    |
| 1977                        | Copa Libertadores 1977      | Fase de grupos              | Atlético Nacional           | 4–0                         | 3–1                         | 3° lugar                    |
| 1977                        | Copa Libertadores 1977      | Fase de grupos              | Deportivo Cali              | 1–0                         | 3–0                         | 3° lugar                    |
| 1978                        | Copa Libertadores 1978      | Fase de grupos              | The Strongest               | 4–1                         | 2–0                         | 4° lugar                    |
| 1978                        | Copa Libertadores 1978      | Fase de grupos              | Alianza Lima                | 0–4                         | 5–1                         | 4° lugar                    |
| 1978                        | Copa Libertadores 1978      | Fase de grupos              | Sporting Cristal            | 0–1                         | 1–0                         | 4° lugar                    |
| 1980                        | Copa Libertadores 1980      | Fase de grupos              | The Strongest               | 1–0                         | 3–2                         | 4° lugar                    |
| 1980                        | Copa Libertadores 1980      | Fase de grupos              | Defensor Sporting           | 0–1                         | 1–1                         | 4° lugar                    |
| 1980                        | Copa Libertadores 1980      | Fase de grupos              | Nacional                    | 1–3                         | 5–0                         | 4° lugar                    |
| 1985                        | Copa Libertadores 1985      | Fase de grupos              | Blooming                    | 0–1                         | 1–1                         | 2° lugar                    |
| 1985                        | Copa Libertadores 1985      | Fase de grupos              | Deportivo Italia            | 3–1                         | 0–3                         | 2° lugar                    |
| 1985                        | Copa Libertadores 1985      | Fase de grupos              | Deportivo Táchira           | 3–2                         | 1–1                         | 2° lugar                    |
| 1987                        | Copa Libertadores 1987      | Fase de grupos              | The Strongest               | 2–1                         | 3–2                         | 4° lugar                    |
| 1987                        | Copa Libertadores 1987      | Fase de grupos              | América de Cali             | 1–1                         | 3–1                         | 4° lugar                    |
| 1987                        | Copa Libertadores 1987      | Fase de grupos              | Deportivo Cali              | 0–1                         | 5–1                         | 4° lugar                    |
| 1988                        | Copa Libertadores 1988      | Fase de grupos              | Bolívar                     | 1–3                         | 1–2                         | 1° lugar                    |
| 1988                        | Copa Libertadores 1988      | Fase de grupos              | Cerro Porteño               | 2–2                         | 1–0                         | 1° lugar                    |
| 1988                        | Copa Libertadores 1988      | Fase de grupos              | Olimpia                     | 1–0                         | 1–2                         | 1° lugar                    |
| 1988                        | Copa Libertadores 1988      | Octavos de final            | Colo-Colo                   | 2–1                         | 0:0                         | 2–1                         |
| 1988                        | Copa Libertadores 1988      | Cuartos de final            | América de Cali             | 1–1                         | 2–0                         | 1–3                         |
| 1990                        | Copa Libertadores 1990      | Fase de grupos              | The Strongest               | 1–0                         | 2–0                         | 4° lugar                    |
| 1990                        | Copa Libertadores 1990      | Fase de grupos              | Barcelona                   | 1–1                         | 2–1                         | 4° lugar                    |
| 1990                        | Copa Libertadores 1990      | Fase de grupos              | Emelec                      | 1–0                         | 2–2                         | 4° lugar                    |
| 1990                        | Copa Libertadores 1990      | Partido de desempate        | Barcelona                   | 3–2 (4:5 p.)                | 3–1                         | 4–5                         |
| 1991                        | Copa Libertadores 1991      | Fase de grupos              | Boca Juniors                | 1–0                         | 0–0                         | 3° lugar                    |
| 1991                        | Copa Libertadores 1991      | Fase de grupos              | River Plate                 | 1–1                         | 3–1                         | 3° lugar                    |
| 1991                        | Copa Libertadores 1991      | Fase de grupos              | Bolívar                     | 2–1                         | 2–0                         | 3° lugar                    |
| 1991                        | Copa Libertadores 1991      | Octavos de final            | Cerro Porteño               | 1–1                         | 2–0                         | 1–3                         |
| 1992                        | Copa Conmebol 1992          | Octavos de final            | Olimpia                     | 0–4                         | 1–0                         | 0–5                         |
| 1994                        | Copa Conmebol 1994          | Octavos de final            | Universidad de Chile        | 0–5                         | 4–1                         | 1–9                         |
| 1997                        | Copa Libertadores 1997      | Fase de grupos              | Bolívar                     | 0–4                         | 3–3                         |                             |
| 1997                        | Copa Libertadores 1997      | Fase de grupos              | Cerro Porteño               | 1–0                         | 1–2                         |                             |
| 1997                        | Copa Libertadores 1997      | Fase de grupos              | Guaraní                     | 4–1                         | 0–0                         |                             |
| 1997                        | Copa Libertadores 1997      | Octavos de final            | Universidad Católica        | 0–4                         | 1–5                         |                             |
| 1998                        | Copa Libertadores 1998      | Fase de grupos              | Bolívar                     | 2–3                         | 1–1                         |                             |
| 1998                        | Copa Libertadores 1998      | Fase de grupos              | Nacional                    | 2–1                         | 1–4                         |                             |
| 1998                        | Copa Libertadores 1998      | Fase de grupos              | Peñarol                     | 0–0                         | 1–6                         |                             |
| 2000                        | Copa Merconorte 2000        | Fase de grupos              | Emelec                      | 1–2                         | 0–0                         |                             |
| 2000                        | Copa Merconorte 2000        | Fase de grupos              | Pachuca                     | 1–2                         | 3–1                         |                             |
| 2000                        | Copa Merconorte 2000        | Fase de grupos              | Sporting Cristal            | 1–1                         | 1–5                         |                             |
| 2001                        | Copa Libertadores 2001      | Fase de grupos              | Boca Juniors                | 1–2                         | 0–1                         |                             |
| 2001                        | Copa Libertadores 2001      | Fase de grupos              | Cobreloa                    | 1–2                         | 2–2                         |                             |
| 2001                        | Copa Libertadores 2001      | Fase de grupos              | Deportivo Cali              | 1–3                         | 1–4                         |                             |
| 2002                        | Copa Libertadores 2002      | Fase de grupos              | Grêmio                      | 2–4                         | 2–3                         |                             |
| 2002                        | Copa Libertadores 2002      | Fase de grupos              | 12 de Octubre               | 2–3                         | 1–0                         |                             |
| 2002                        | Copa Libertadores 2002      | Fase de grupos              | Cienciano                   | 3–1                         | 0–2                         |                             |
| 2002                        | Copa Sudamericana 2002      | Ronda preliminar            | Bolívar                     | 2–4                         | 1–0                         |                             |
| 2003                        | Copa Libertadores 2003      | Fase de grupos              | Racing Club                 | 0–2                         | 0–1                         |                             |
| 2003                        | Copa Libertadores 2003      | Fase de grupos              | Universitario               | 0–2                         | 2–2                         |                             |
| 2003                        | Copa Libertadores 2003      | Fase de grupos              | Nacional                    | 2–3                         | 0–3                         |                             |
| 2005                        | Copa Libertadores 2005      | Primera fase                | Junior                      | 1–2                         | 1–3                         |                             |
| 2006                        | Copa Libertadores 2006      | Primera fase                | River Plate                 | 0–6                         | 0–2                         |                             |
| 2010                        | Copa Sudamericana 2010      | Primera fase                | Universidad de Chile        | 2–2                         | 1–0                         |                             |
| 2010                        | Copa Sudamericana 2010      | Segunda fase                | Deportes Tolima             | 1–0                         | 0–2                         |                             |
| 2011                        | Copa Libertadores 2011      | Fase de grupos              | Grêmio                      | 0–3                         | 3–0                         |                             |
| 2011                        | Copa Libertadores 2011      | Fase de grupos              | Junior                      | 1–2                         | 1–2                         |                             |
| 2011                        | Copa Libertadores 2011      | Fase de grupos              | León de Huánuco             | 0–1                         | 2–0                         |                             |
| 2012                        | Copa Sudamericana 2012      | Primera fase                | Guaraní                     | 1–0                         | 1–2 (v.)                    |                             |
| 2013                        | Copa Sudamericana 2013      | Primera fase                | Guaraní                     | 0–0                         | 1–4                         |                             |
| 2014                        | Copa Libertadores 2014      | Primera fase                | Nacional                    | 1–0                         | 0–2                         |                             |
| 2015                        | Copa Sudamericana 2015      | Primera fase                | Nacional                    | 0–3                         | 0–0                         |                             |
| 2016                        | Copa Libertadores 2016      | Primera fase                | Santa Fe                    | 1–3                         | 0–3                         |                             |
| 2017                        | Copa Sudamericana 2017      | Primera fase                | Deportivo Cuenca            | 1–1                         | 1–1 (7:8 p.)                |                             |
| 2017                        | Copa Sudamericana 2017      | Segunda fase                | Atlético Tucumán            | 2–3                         | 0–3                         |                             |
| 2018                        | Copa Libertadores 2018      | Fase 1                      | Universitario               | 2–0                         | 1–3                         |                             |
| 2018                        | Copa Libertadores 2018      | Fase 2                      | Wilstermann                 | 1–2                         | 2–2                         |                             |
| 2019                        | Copa Sudamericana 2019      | Primera fase                | Rionegro Águilas            | 1–1                         | 1–1 (0:3 p.)                |                             |
| 2020                        | Copa Sudamericana 2020      | Primera fase                | Vasco da Gama               | 0–1                         | 0–0                         |                             |

## Jugadores

### Plantilla 2025
- Los equipos bolivianos están limitados por la FBF a tener en su plantel un máximo de seis futbolistas extranjeros, de los cuales cuatro pueden actuar de manera simultánea.
- Por disposición de la FBF, se debe considerar la participación obligatoria de un futbolista de la categoría sub-20 y otro de la categoría sub-23 por partido.

### Fichajes 2025: Segundo Semestre
| Altas             |               |                       |                 |      |
| Futbolista        | Posición      | Procedencia           | Tipo            | Ref. |
| Henry Vaca        | Mediocampista | Bolívar               | Libre           |      |
| Gilbert Álvarez   | Delantero     | Once Caldas           | Libre           |      |
| Jairo Quinteros   | Defensa       | Bolívar               | Libre           |      |
| Rodrigo Amaral    | Mediocampista | Montevideo Wanderers  | Libre           |      |
| Sebastián Álvarez | Defensa       | PSBS Biak             | Fin de préstamo |      |
| Jordan Santacruz  | Defensa       | General Caballero JLM | Libre           |      |
| Luis Cárdenas     | Portero       | Aurora                | Libre           |      |
| Mirko Tomianovic  | Delantero     | Real Tomayapo         | Libre           |      |
| Manuel Bonilla    | Defensa       | Royal Pari            | Libre           |      |
| Rubem Anagua      | Mediocampista | San Lorenzo FC        | Préstamo        |      |
| Álvaro Peña       | Entrenador    | TBA                   | Libre           |      |

| Bajas                 |            |                 |                       |      |
| Futbolista            | Posición   | Destino         | Tipo                  | Ref. |
| Ronald Acuña          | Delantero  | Cobán Imperial  | Rescisión de contrato |      |
| Christopher Rodríguez | Defensa    | TBA             | Rescisión de contrato |      |
| Luis Zeballos         | Delantero  | Nacional Potosí | Rescisión de contrato |      |
| Gualberto Mojica      | Entrenador | TBA             | Rescisión de contrato |      |

### Récords
| Goleadores         | Goleadores            | Goleadores         | Presencias         | Presencias         | Presencias         |
| ------------------ | --------------------- | ------------------ | ------------------ | ------------------ | ------------------ |
| 1.                 | José Alfredo Castillo | 158 goles          | 1.                 | Miguel Ángel Hoyos | 421 partidos       |
| 2.                 | Víctor Hugo Antelo    | 154 goles          | 2.                 | Wilson Ávila       | 365 partidos       |
| 3.                 | Milton Coimbra        | 97 goles           | 3.                 | José Luis Medrano  | 311 partidos       |
| 4.                 | Alcides Peña          | 95 goles           | 4.                 | Alcides Peña       | 308 partidos       |
| 5.                 | Roger Suárez          | 88 goles           | 5.                 | Ronald Raldes      | 296 partidos       |
| Ver lista completa | Ver lista completa    | Ver lista completa | Ver lista completa | Ver lista completa | Ver lista completa |

### Distinciones

#### Goleadores: Primera División
| Nombre             | Campeonato | Goles |
| ------------------ | ---------- | ----- |
| Dedé               | 1972       | 16    |
| Raúl Baldessari    | 1982       | 25    |
| Víctor Hugo Antelo | 1984       | 38    |
| Víctor Hugo Antelo | 1985       | 37    |
| Todinho            | 1991       | 19    |
| Alfredo Castillo   | 2001       | 42    |

Fuente: RSSSF

#### Galardonados
| Jugador                                                | Títulos              |
| ------------------------------------------------------ | -------------------- |
| - Antonio Gottardi - Hebert Hoyos - Miguel Ángel Hoyos | 2 – Primera División |

## Entrenadores

### Cuerpo técnico

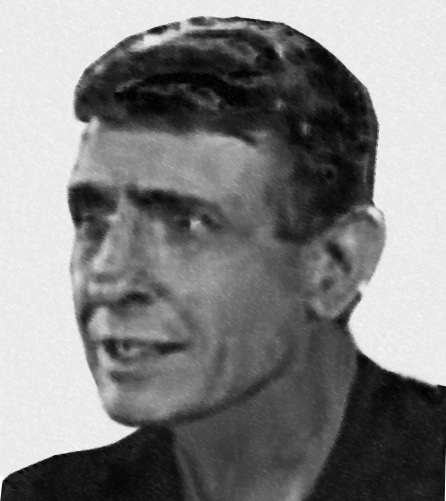
Walter Roque llevó al equipo a los cuartos de final en la edición 1988 de la Copa Libertadores, consiguiendo por primera vez que un equipo boliviano supere tres fases de máximo torneo continental.

De los entrenadores que han dirigido a Oriente Petrolero cinco de ellos lograron salir campeones de la Primera División boliviana. El primero de estos fue el paraguayo Eliseo Báez, que llevó por primera vez a un equipo equipo cruceño a conquistar su primer título nacional en 1971. La segunda estrella fue conseguida por Antonio Valdez en el campeonato de 1979. La tercera fue obra del brasileño Antonio De La Cerda en 1990. La cuarta consagración del club fue lograda por Víctor Hugo Antelo en 2001. El último título lo consiguió Gustavo Quinteros en el Torneo Clausura 2010.
A nivel internacional el uruguayo Walter Roque llevó al equipo a su mejor participación en la Copa Libertadores de América en la edición 1988, al superar tres fases del torneo. Mientras que Antonio de la Cerda y Raúl Pino clasificaron a octavos de final en las ediciones de 1991 y 1997 respectivamente.

### Técnicos campeones
| Entrenador          | Detalle                          | Título(s) |
| ------------------- | -------------------------------- | --------- |
| Eliseo Báez         | Primera División de Bolivia 1971 | 1         |
| Juan Antonio Valdez | Primera División de Bolivia 1979 | 1         |
| Antonio de la Cerda | Primera División de Bolivia 1990 | 1         |
| Víctor Hugo Antelo  | Primera División de Bolivia 2001 | 1         |
| Gustavo Quinteros   | Torneo Clausura 2010             | 1         |

## Administración

### Presidentes
Desde su fundación en 1955, Oriente Petrolero ha sido dirigido a nivel institucional por veintitrés presidentes. El primer presidente en la historia del club fue Elmer Saucedo Parada, uno de los fundadores del club quien quedó a cargo de las primeras gestiones administrativas que permitieron al club integrarse a los torneos de la Asociación Cruceña de Fútbol y posteriormente la Liga Boliviana. Ocupó el cargo hasta 1963.
Los presidentes que dirigieron el club albiverde fueron: Elmer Saucedo, Luis Fuentes, Carlos Ostensaken, Erwin Saucedo, Mario Velasco, Bladimir Chávez, Edgar Vega, Óscar Paz, Moisés Terrazas, Williams Mc Kenny, Humberto Suárez, Mario Suárez Riglos, Óscar Mileta, Fernando Ruiz, Marcelo Roca, José Requena, Miguel Ángel Antelo, Rolando Justiniano, Adhemar Suárez, Carlos Chávez, Mario Chávez, José Ernesto Álvarez y Ronald Raldes.
El actual presidente es Ronald Raldes luego de ganar las elecciones el 20 de julio de 2019.

## Palmarés
El Club Deportivo Oriente Petrolero posee en su palmarés 5 títulos de Primera División.

### Torneos nacionales (5)
| Competición nacional               | Títulos                                | Subcampeonatos |
| ---------------------------------- | -------------------------------------- | --- |
| Primera División de Bolivia (5/15) | 1971, 1979, 1990, 2001, Clausura 2010. | 1972, 1976, 1977, 1984, 1986, 1987, 1989, 1996, 1997, 2000, 2002, Clausura 2004, Apertura 2010, Clausura 2013, Apertura 2014 |
| Torneo Clausura (2/1)              | 2000, 2001.                            | 2002. |
| Torneo Apertura (1/1)              | 1990.                                  | 2001. |

### Torneos regionales (12)
| Competición regional                              | Títulos                                                           | Subcampeonatos                |
| ------------------------------------------------- | ----------------------------------------------------------------- | ----------------------------- |
| Asociación Cruceña de Fútbol - Primera "A" (11/5) | 1959, 1961, 1962, 1964, 1967, 1969, 1970, 1971, 1972, 1973, 1976. | 1960, 1963, 1965, 1966, 1975. |
| Torneo Integrado ACF-AFC (1)                      | 1976.                                                             |                               |
| 1.° de Ascenso (ACF) (1)                          | 1957.                                                             |                               |
| 2.° de Ascenso (ACF) (1)                          | 1956.                                                             |                               |

## Hinchada
Oriente Petrolero posee una de las hinchadas más grandes y significativas de Bolivia, la cual se caracteriza de ser, además de ser de las más pasionales, de las mejores organizadas y que brinda los mejores recibimientos, también por el aliento constante de la afición.

### Barras bravas

#### La Pesada
La Pesada fue el nombre de la barrabrava que por años identificó a los hinchas que se ubicaban en la curva oeste del Estadio Ramón Aguilera Costas, se fundó en 1995 y desde entonces se dedicó a alentar y apoyar al equipo, con el paso de los años esta barra sufrió varios problemas internos y de desacuerdos entre sus integrantes.

#### Los De Siempre
Varias facciones de La Pesada decide separarse de la misma, debido a numerosos problemas internos y decidieron conformar una nueva barrabrava que represente genuinamente al hincha de Oriente Petrolero, es así que el 21 de septiembre de 2014 deciden fundar a Los De Siempre, tomaron su ubicación junto a La Pesada en la curva oeste del estadio Estadio Ramón Aguilera Costas. Sin embargo durante años se vivió una tensa relación entre ambas barras.
En la actualidad esta es la principal barra del club.

### Encuestas
Oriente cuenta con una gran cantidad de simpatizantes en el Departamento de Santa Cruz y el país. Según varios estudios de investigación social, la hinchada albiverde es una de las más numerosas de Bolivia. Una encuesta de Ipsos reveló que el 13 % de los encuestados eran hinchas de Oriente. Otro estudio realizado en 2013 por la misma empresa indicó que, en Santa Cruz, el 49 % de los encuestados se declara seguidor de Oriente, seguido de un 20 % de Blooming y un 1 % de Guabirá (aunque esta encuesta no esté confirmada que sea correcta).
Un diferente sondeo, realizado por Data Siete en las ciudades de La Paz, El Alto, Cochabamba y Santa Cruz de la Sierra en 500 personas, determinó que Oriente es el tercer equipo con más hinchada en el país, con un 10 % de los encuestados, obteniendo un porcentaje de 25 % en tierra cruceña. Asimismo, Equipos Mori llevó a cabo una encuesta en 2011 en la que participaron 5.874 personas y cuyo resultado mostró que en Santa Cruz el 57 % es simpatizante de Oriente.

## Rivalidades

### El Superclásico Cruceño

Juan Montenegro y Walter Rioja durante el duelo de la temporada 2021.

El Superclásico Cruceño es el partido que enfrenta a los dos equipos de fútbol más laureados y populares de Santa Cruz: Oriente Petrolero y Blooming. Este derbi se disputa en el Estadio Ramón Tahuichi Aguilera que ambos comparten. La rivalidad comenzó en los años 70. El primer enfrentamiento oficial se produjo el 20 de julio de 1958, en aquella ocasión, los celestes salieron victoriosos por 3:0. La primera victoria de Oriente se produjo el 16 de agosto de 1959, cuando se impuso por 2:1. 
Ambos clubes se enfrentaron nuevamente a lo largo de 18 años en los cuales jugaron un total de 47 partidos entre el período 1958-1976, por el torneo de la Asociación Cruceña. El primer encuentro oficial por la primera división se produjo en 1967 con resultado de empate 1:1. A nivel internacional se enfrentaron en la edición 1985 de la Copa Libertadores de América.
Este enfrentamiento es considerado el cuadragésimo noveno más sentido del mundo (el único en Bolivia) de acuerdo con el Ranking elaborado por la revista inglesa FourFourTwo.
En esta tabla se resumen todos los encuentros disputados entre ambos equipos en todas las competiciones oficiales.
| Competición                    | P.J. | Ganó BLO | P.E. | Ganó ORP | G.BLO | G.ORP |
| ------------------------------ | ---- | -------- | ---- | -------- | ----- | ----- |
| Asociación Cruceña de Fútbol   | 47   | 11       | 12   | 24       | 73    | 104   |
| Total partidos regionales      | 47   | 11       | 12   | 24       | 73    | 104   |
| Primera Division               | 196  | 59       | 61   | 77       | 259   | 299   |
| Copa de la Liga                | 2    | 2        | 0    | 0        | 8     | 2     |
| Liguilla Pre-Sudamericana      | 2    | 1        | 1    | 0        | 3     | 2     |
| Play-Offs                      | 6    | 2        | 2    | 2        | 8     | 8     |
| Total partidos nacionales      | 206  | 64       | 63   | 79       | 278   | 311   |
| Copa Libertadores de América   | 2    | 1        | 1    | 0        | 2     | 1     |
| Total partidos internacionales | 2    | 1        | 1    | 0        | 2     | 1     |
| Total                          | 256  | 76       | 77   | 103      | 353   | 416   |

### Otras rivalidades
La rivalidad entre Oriente Petrolero y The Strongest es considerada como una de las rivalidades más grandes del fútbol boliviano. Reúne a los dos únicos clubes que nunca descendieron. La importancia de este encuentro, tuvo sus inicios luego de las numerosas finales que disputaron.
Entre los dos clubes hay más de 4 enfrentamientos en finales, la primera final en la que se enfrentaron ocurrió en 1977, cuando en una final en Cochabamba, The Strongest derrotó a Oriente por 3:1. En 1979 llegaría la venganza albiverde, y, luego de tres finales, Oriente Petrolero consiguió el campeonato luego de derrotar al Tigre. Posteriormente volvieron a enfrentarse en 1986 y 1989.
A nivel internacional se enfrentaron en ocho oportunidades en Copa Libertadores, con cuatro victorias de Oriente y cuatro de The Strongest, siendo el último enfrentamiento entre los dos en la edición 1990, cuando los albiverdes salieron victoriosos por 1:0.
| Rival             | PJ  | PG | PE | PP  | Dif. |
| ----------------- | --- | -- | -- | --- | ---- |
| Bolívar           | 207 | 67 | 39 | 101 | -34  |
| Jorge Wilstermann | 159 | 75 | 35 | 49  | +26  |
| The Strongest     | 166 | 55 | 28 | 83  | -28  |

Leyenda:
     balance favorable
     balance desfavorable
     balance equilibrado

## En la cultura popular

### Canciones dedicadas
En la siguiente tabla solo se detallan las canciones publicadas por artistas y agrupaciones musicales, dedicadas al club Oriente Petrolero.
| # | Canción                   | Intérprete(s)      | Compositor(es)          | Género               | Año  | Álbum              | Duración |
| - | ------------------------- | ------------------ | ----------------------- | -------------------- | ---- | ------------------ | -------- |
| 1 | «Viva Oriente Petrolero»  | Pedro Suárez Egüés | Roberto Escóbar Pedraza | Carnaval - Taquirari | -    | -                  | 2:23     |
| 2 | «Soy de Oriente»          | Aldo Peña          | Aldo Peña               | Taquirari            | -    | -                  | 2:57     |
| 3 | «Viva Oriente Petrolero»  | Los Cambitas       | Armando Terceros        | -                    | -    | -                  | 4:14     |
| 4 | «Oriente de Mil Batallas» | Iván Barbery       | Iván Barbery            | -                    | 2020 | Sencillo sin álbum | 4:14     |

## Secciones deportivas

### Divisiones inferiores

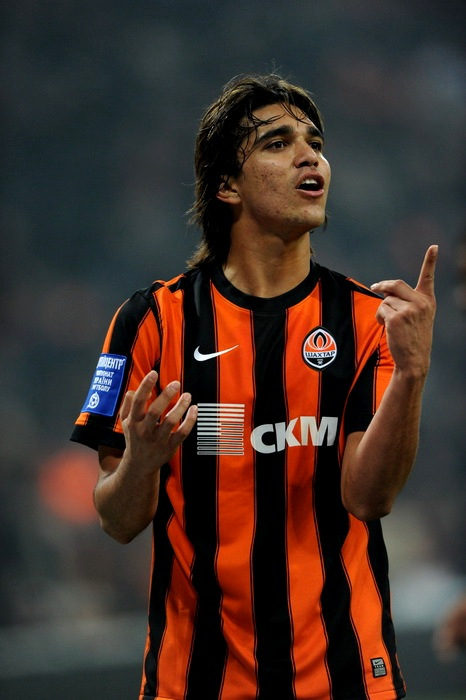
Marcelo Martins, uno de los canteranos más exitosos.

La cantera de Oriente Petrolero, ha sido una de la más importantes de Bolivia. Históricamente se la considera como una de las mejores escuelas formativas de futbolistas del país y en la actualidad se la considera como una de las «semilleras» del fútbol boliviano.
Las divisiones inferiores del Club  Deportivo Oriente Petrolero están conformadas por la Sub-11, Sub-13, Sub-15, Sub-17 y Sub-19, además de una filial que participa en la Primera A (primera categoría) de la ACF, con el nombre de Oriente Petrolero B.
Algunos ejemplos de futbolistas surgidos de la cantera «albiverde» son: Marcelo Martins, Luis Haquín, Alcides Peña, José Alfredo Castillo, Miguel Hoyos, Luis Alberto Gutierrez, Jhasmani Campos, Danny Bejarano, José Carlo Fernández, Joselito Vaca, Juan Carlos Arce, Rubén Tufiño, entre muchos otros. Tal es la magnitud, que muchos equipos de la Primera y las Asociaciones departamentales han sido reforzados con numerosos futbolistas formados en el club.

### Equipo filial
En la actualidad participa en el campeonato de la Asociación Cruceña de Fútbol.

### Sección femenina de fútbol
El equipo de fútbol femenino de Oriente Petrolero participa en el campeonato de la Asociación Cruceña de Fútbol, equivalente a la tercera división masculina. El club firmó un convenio con Mundo Futuro en 2018, llegando a ser campeón de la Copa Simón Bolívar 2019, de la mano de Luis Hernán Melgar.